# نعمان نصر
نعمان نصر هو شاعر لبناني الأصل، ولد سنة 1902م وتوفي سنة 1924م إثر سكتة قلبية، ولم يتجاوز عمره آنذاك الثانية والعشرين، ترك ديواناً وحداً، طُبع بعد وفاته المبكرة.

## حياته
ولد في بلدة قلحات (الكورة) شهر أيلول سنة 1902م، وعاش يتيماً؛ إذ توفي أبوه وهو طفل، وتوفيت أمه في صباه. تلقى تعليمه الابتدائي في مدرسة البستان الداخلية بقرية المحيدثة سنة 1910م، وبقي فيها حتى قيام الحرب العالمية الأولى، فتتلمذ على يد إبراهيم المنذر وأخذ عنه اللغة العربية والعروض، وبعد انتهاء الحرب التحق بمعهد الفرير، حيث تعلم الفرنسية وحصل على الشهادة الثانوية سنة 1923م، ومنَّى نفسه بدراسة الهندسة أو الحقوق، ولكن ظروفه المادية حالت دون ذلك، فأنشأ مدرسة الصفا الخاصة في قريته «قلحات» لتعليم أبنائها، حالماً بجمع المال المقتضى، إلا أنه توفي عصر يوم الجمعة في 17 كانون الثاني سنة 1924م.

قال فيه العلامة الشيخ إبراهيم المنذر مقدماً الطبعة الأولى من ديوان تلميذه الشاعر نعمان، فقيد النبوغ، «شقائق النعمان»:
«انـعمان اضرمت الاسى في قلوبنــا وغـادرت ربـع الشـعر بعدك مجدبا
نشأتَ بلبنانٍ اديباً مدرباً كأنك طفت الأرض شرقاً ومغربا
رأيت بني الدنيا يهيمون في الشقا وذا الكون في عين الحقيقة كالهبا
فآثرت تقصير الحياة ولم تشأ بقاءَك في الدنيا أسيراً معذبا
إلى روحك يُهدى ديوانك
ولدت فقيراً، ونشأت أديباً مهذباً، وعانيت شظف العيش فتياً، وقضيت، في أول سن الشباب، دون أن تبلغ من دنياك مناك، فكان الخطب بك جسيماً واللوعة شديدة.
ذلك شأن الأديب، عقل كبير وعمر قصير، كأن الالم حليف القلم، في كل زمان ومكان.
رحم الله الذكاء والادب وبرّد بطيب العفو ثراك، يا نعمان!»
كما نشرت عنه مجلة «المرأة الجديدة» غداة وفاته الباكر:
الموت نقاد عـلى كفـه جواهر يختار منها الجياد
مات نعمان نصر – ذوى غصن الأدب الزاهر.

## الشعر
مالت قصائده إلى الجانب الوطني الاجتماعي، فقد كان يدعو إلى التحرر ونبذ التعصب، مدافعاً عن الحياة الجديدة ومظاهر التطور المنشود، وقد تأثر بشعر المهجر، وبالموشحات فاتبع نظامها في بعض قصائده، كما اهتم بالمخمسات، واعتمد القالب القصصي مما منح قصائده وحدة موضوعية، له ديوان بعنوان: «شقائق النعمان» نشرته جمعية اليقظة في قلحات الكورة، يقع في 100 صفحة، تاريخ كتابته غير معروف، كتبت مقدمته بقلم تلميذ المترجَم له عبد الله قبرصي عام 1952م، وله قصائد نشرت في كتاب «ديوان الشعر الشمالي»، وأخرى نشرت في مجلة المرأة الجديدة البيروتية، منها: «الأمومة» سنة 1921م، و«المرأة مرآة العصر» في نفس السنة، و«اليتيم» سنة 1923م، وله مطولة شعرية بعنوان: «الحروب العالمية» وهي عبارة عن مخطوطة.